# Mirogabalin
Mirogabalin (tên thương hiệu Tarlige; tên mã phát triển DS-5565) là một loại thuốc được phát triển bởi Daiichi Sankyo, một gabapentinoid. Gabapentin và pregabalin cũng là thành viên của lớp này. Là một gabapentinoid, mirogabalin liên kết với tiểu đơn vị α 2 của kênh calci bị kiểm soát điện áp (1 và 2), nhưng có hiệu lực cao hơn đáng kể so với pregabalin. Nó đã cho thấy kết quả đầy hứa hẹn trong các thử nghiệm lâm sàng giai đoạn II trong điều trị đau thần kinh ngoại biên tiểu đường.
Kết quả thử nghiệm giai đoạn III:
- Hiệu quả: đối với đau thần kinh sau Herpetic (đường mòn: NEUCOURSE)
- Không hiệu quả: đối với đau cơ xơ hóa (đường mòn: ALDAY) [3]
- Hiệu quả: đối với đau thần kinh ngoại biên do tiểu đường (đường mòn: GIẢM) [4]

Tại Nhật Bản, công ty đã nộp một ứng dụng tiếp thị để điều trị chứng đau thần kinh ngoại biên. Thuốc đã được phê duyệt cho đau thần kinh và đau dây thần kinh postherpetic tại Nhật Bản vào tháng 1 năm 2019.